# Рюфюс
Рюфю́с (фр. Rufus, настоящее имя — Жак Нарси́ (фр.  Jacques Narcy); род. 19 декабря 1942, Рьом) — французский комик и актёр. Номинант на премию «Сезар».

## Биография
Родился в 1942 году в городе-коммуне Рьом (департамент Пюи-де-Дом). Его родители в послевоенное время занимались помощью и реабилитацией детей-сирот и трудных подростков.
Юный Жак любил выступать с комическими номерами перед друзьями и одноклассниками, но всё же выбрал для себя более приземлённую профессию, поступив в медицинское училище. Спустя три года, пережив несчастную любовь, он решит покинуть стены учебного заведения и кардинально изменить свою жизнь. Так он не только сменит профессию, став театральным режиссёром, но и имя — Жак Нарси превращается в Рюфюса (имя персонажа книжки Рене Госинни «Маленький Николя»).
Дебют в кино Рюфюса состоялся в 1967 году. Известность пришла к нему после участия в лентах Рене Аллио «Камизары» (1972), Клода Лелуша «Брак» (1974) и Мориса Дюговсона «Лили, полюби меня» (1975). В 1980-е он уделял больше внимания своей театральной карьере.
Роль в фильме «Амели» принесла актёру номинацию на «Сезар» за лучшую мужскую роль второго плана. В 2004 году он участвовал в масштабном театральном проекте «Рюфюс-фантазёр».

## Личная жизнь
Живёт в городке Нофль-ле-Шато с супругой Катрин Монне. У них трое детей, двое которых пошли по стопам отца и выбрали актёрскую профессию.
Активный защитник окружающей среды, как представитель партии зелёных «Экология Европы» Рюфюс участвовал в 2009 году в выборах в Европарламент.
Написал несколько десятков повестей и романов.

## Избранная фильмография
- Полицейский (1970) — Раймон Олней
- Ослиная шкура (1970) — батрак
- Возвращение надоедливой букашки (1971) — Вессон
- Камизары (1972) — Жак Комбасу
- Брак (1974) — Генри
- Лили, полюби меня (1975) — Клод
- Жилец (1976) — Жорж Бадар
- Йонас, которому будет 25 лет в 2000 году (1976) — Матьё
- Легионеры (1977) — сержант Триан
- Расследования комиссара Мегрэ (1988) — инспектор Фумель
- Австрийка (1989) — отец Жерар
- Деликатесы (1991) — Роберт Кубе
- Город потерянных детей (1995) — пилер
- Отверженные (1995) — Тенардье
- Поезд жизни (1998) — Мордехай
- Амели (2001) — Рафаэль Пулен
- Долгая помолвка (2004) — бретонец
- Точная копия (2004) — отец Матильды
- Миллион лет до нашей эры 2 (2007) — Ректус
- Король Гийом (2009) — король Сирил Джон Деланьи
- Королева и кардинал (2009) — кардинал Ришельё
- Сам по себе (2010) — Фернан
- Зимняя песня (2015) — консьерж